# Revolució tecnològica
La revolució tecnològica és un procés dins de la història on ocorre un canvi important en introduir-se una o diverses tecnologies noves. La seva implementació, és a dir, la seva engegada, marca una època de progrés, desenvolupament, i innovació, en una sèrie d'aspectes de la societat. No obstant això, al seu torn pot generar un impacte negatiu en l'ambient o generar el que es diu atur tecnològic (generalment denominat desocupació tecnològica).
Un concepte similar i complementari és el de l'evolució tecnològica, l'autor de la qual és el filòsof txec Radovan Richta. Est consisteix principalment a descriure el desenvolupament històric de la tecnologia i, per tant, desenvolupa les diferents revolucions tecnològiques que han existit en el desenvolupament de la societat humana.
A diferència dels canvis tecnològics, la revolució tecnològica comprèn un període on es desenvolupen i introdueixen simultàniament més d'una tecnologia en la societat, produint canvis profunds dins la vida humana. Aquests canvis produeixen una sèrie de revolucions ja sigui en matèria científica, econòmica, i tècnica, com en relació al treball, i als sistemes d'adreça i organització de la producció, sense deixar de costat tampoc el referent a l'ecologia i a l'educació, així com el vinculat als sistemes de salut, d'alimentació, i les comunicacions, etc.

## Descripció
La revolució tecnològica s'enmarca en un procés de transformacions a nivell d'eficiència i productivitat, i això afecta tant a canvis materials com a canvis relatius a l'aprenentatge, el desenvolupament gerencial, l'àrea dels coneixements i de la interacció, social, etc.
Es denoten dues classificacions en quant a les revolucions tecnològiques:
(A) A nivell sectorial: Els canvis afecten un determinat aspecte de la societat. Exemple d'ells són les revolucions dels sistema d'informació o revolucions comunicacionales.
(B) A nivell general: Són diverses revolucions tecnològiques interconnectades, que aconsegueixen afectar l'organització de la societat, la qual cosa Involucra canvis substancials amb relació a la cultura. Un exemple d'això és l'anomenada Segona Revolució Industrial.

## Història

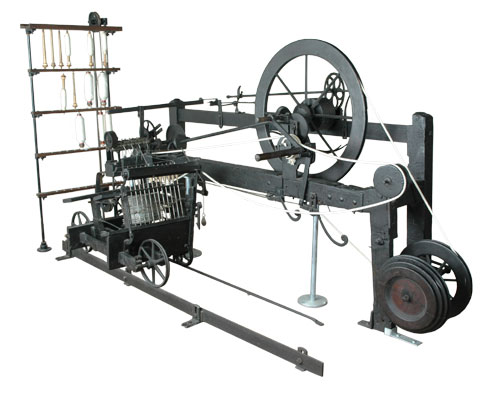
La Hiladora Jenny va augmentar en gran manera la productivitat de la fabricació de fils en comparació de rueca

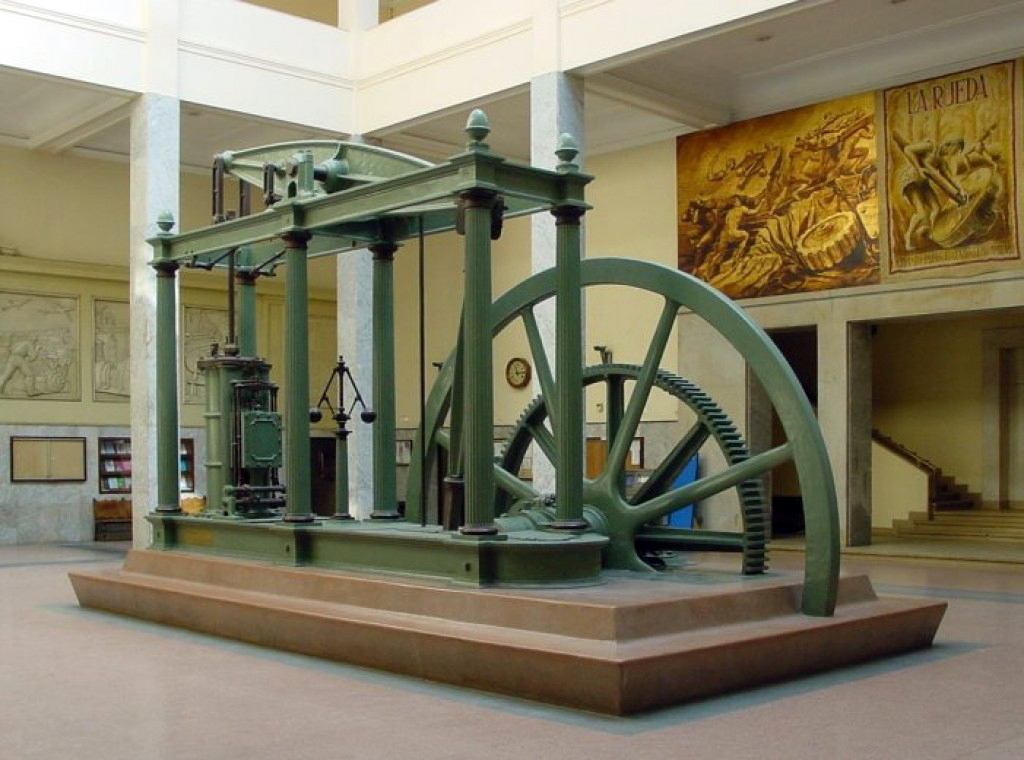
La Màquina de vapor de Watt alimentada principalment per carbó, va impulsar la Revolució Industrial a Gran Bretanya i el món

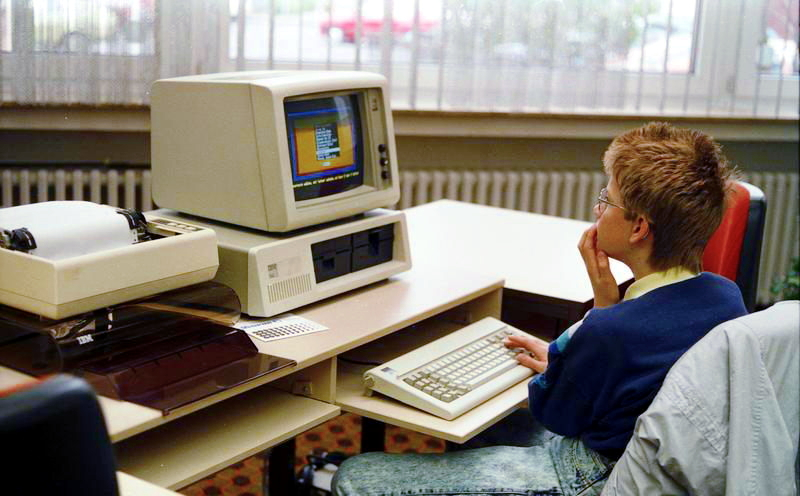
IBM Personal Computer XT en 1988: el PC va ser una invenció que va canviar dràsticament no només la vida professional, sinó la vida personal també

Al llarg de la història, l'ésser humà ha buscat satisfer les seves necessitats a través de la creació de nou coneixement i innovació, aconseguint el desenvolupament de nova tecnologia i ciència. A causa de les innombrables creacions i desenvolupaments que s'han dut a terme, és difícil aconseguir establir paràmetres que distingeixin entre canvis tecnològics i revolucions tecnològiques. És important assenyalar que la revolució tecnològica general hagués d'estar composta per diferents revolucions sectorials.
A continuació es procedirà a identificar diverses revolucions tecnològiques generals que s'han produït al llarg de la història:
- Revolució agrícola britànica (1600-1740), descriu un període de desenvolupament agrícola a Gran Bretanya on es va evidenciar un increment molt alt de la productivitat agrícola, del rendiment i de la producció total. Aquests fets van provocar un augment de població sense precedents, alliberant del camp a un significant percentatge de la població, que va constituir la mà d'obra de la Revolució industrial.
- Revolució Industrial (1780-1840). Durant aquest període es va viure el major conjunt de transformacions econòmiques, tecnològiques i socials de la història de la humanitat des del Neolític, que va veure el pas des d'una economia rural basada fonamentalment en l'agricultura i el comerç a una economia de caràcter urbà, industrialitzada i mecanitzada.[4][5]
- Revolució Tècnica o Segona Revolució Industrial (1880-1920). Aquest procés es va produir en el marc de la denominada Primera globalització que va suposar una creixent internacionalització de l'economia, que cada vegada funcionava més a escala mundial i que va aconseguir més territoris que la primera revolució, que s'havia limitat a Gran Bretanya, aconseguint ara gairebé tota l'Europa occidental, Estats Units i Japó.[6]
- Revolució verda (1940-1970). Va consistir en la sembra de varietats millorades de blat de moro, blat i altres grans, conreant una sola espècie en un terreny durant tot l'any (monocultiu), i l'aplicació de grans quantitats d'aigua, fertilitzants i plaguicides. Amb aquestes varietats i procediments, la producció és de dues a cinc vegades superior a l'obtinguda amb les tècniques i varietats tradicionals de cultiu.
- Revolució informació i telecomunicació o l'Era de la informació (1985-2000). És una expressió aplicada al període en el qual el flux d'informació es va tornar més ràpid que el moviment físic, i es va començar a utilitzar a partir de 1990. Va començar en la segona part del segle xix amb la invenció del telèfon i la telegrafia i va explotar amb la fundació de la internet global.
- Tercera revolució industrial, anomenada també revolució científic-tecnològica o revolució de la intel·ligència donada la importància en què la tecnologia i les comunicacions han tingut en la transformació de la indústria. Caracteritzada per la microelectrònica, tecnologies molt avançades i sectors centrats en I + D.

### Tecnologies que van revolucionar el Segle XX

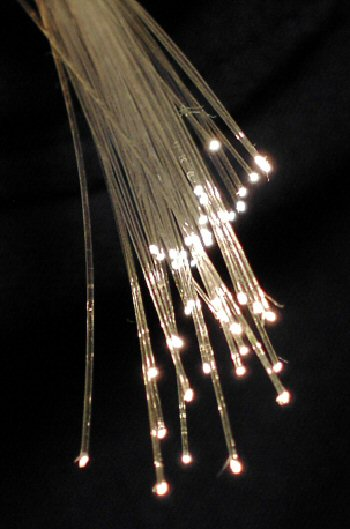
Fibra òptica

- 1904 Radar, Christian Huelsmeyer, primer sistema anticolisión de bucs usant ones electromagnètiques
- 1942 Míssil guiat, Wernher von Braun
- 1945, Bomba atòmica, Científics i govern nord-americà
- 1946, Computadora digital electrònica, John Presper Eckert, Jr & John W. Mauchly
- 1947, Forn microones, Percy L. & Spencer
- 1949, Avió a raig, René Leduc
- 1950, Televisió a color, Peter Carl Goldmark
- 1952, Bomba d'hidrogen, Edward Teller & Stanislaw Ulam
- 1954, Vacuna contra la Poliomielitis, Jonas Salk
- 1959, circuits integrats, Jack Kilby & Robert Noyce
- 1960, Làser, Arthur L. Schawlow & Gordon Gould
- 1960, Píndola anticonceptiva, Gregory Pincus, John Rock & Minchueh Chang
- 1966, Cor artificial, Michael Ellis DeBakey
- 1972, Microprocessador, Ted Hoff
- 1975, Fibra òptica, Bell Laboratories
- 1977, Videojocs, Ralph Baer
- 1983, Telèfon mòbil, Martin Cooper
- 1989, WorldWideWeb, Tim Berners-Lee & Robert Cailliau
- 1990, Telescopi espacial Hubble, NASA & l'Agència Espacial Europea

## Impacte
L'impacte de la revolució tecnològica es relaciona directament amb un canvi en la manera de viure de l'ésser humà, en la cultura, costums, etc.
Un resultat directe de les revolucions tecnològiques és el desenvolupament dels millenials o generació I. Marcada fortament per l'era del coneixement.

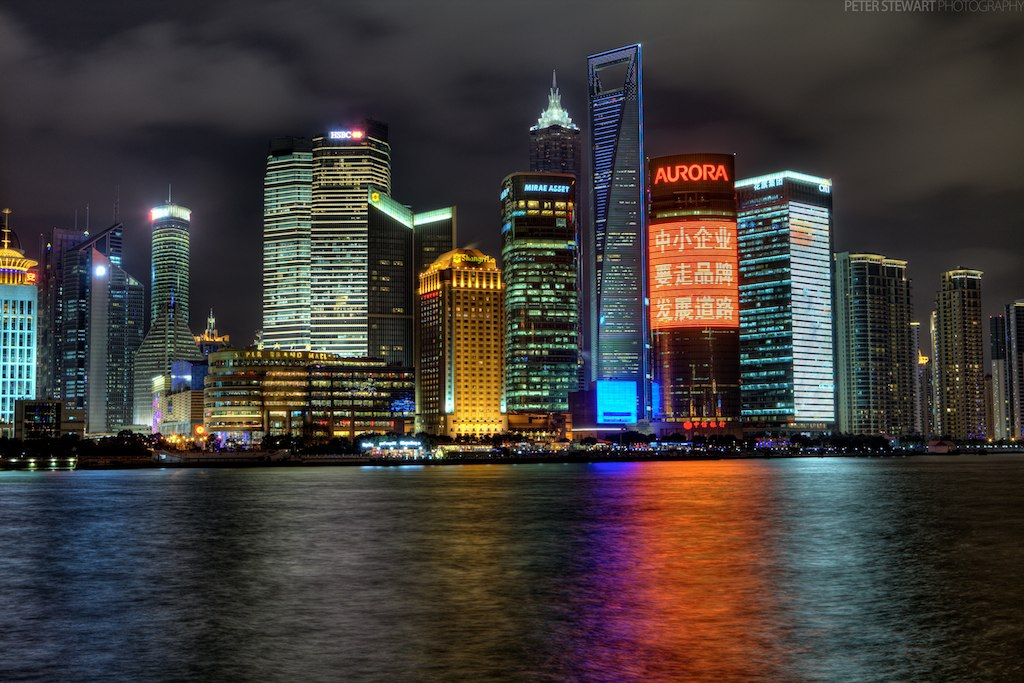
Shanghái és la capital econòmica de la Xina i el major port de mercaderies del món.

Els impactes de cada revolució es diferencien per diversos aspectes, un d'ells és la velocitat en el qual efectuen les seves conseqüències. Per exemple, els efectes de la revolució industrial (1780) van començar a ser rellevants entre 1830-1840. No obstant això, en l'actualitat les revolucions tecnològiques incorren en una velocitat extremadament ràpida. La velocitat que han pres les revolucions actuals són sorprenents. Exemple d'aquest fenomen és la internet, la nanotecnologia, l'intercanvi cel·lular, etc. el desenvolupament del qual no ha pres més de 40 anys.
L'impacte que ha generat la revolució Industrial i la Revolució Digital en l'actualitat es relaciona directament amb l'auge econòmic, social i tecnològic de la Xina i Índia, aquestes economies del món han deixat el món rural i s'han anat incorporant les Tecnologies de la informació i comunicació com a principal competència en matèries de desenvolupament. Gràcies a aquesta estratègia, Shanghái, Pequín, Tòquio entre altres ciutats s'han convertit als centres tecnològics del món.

## Altres impactes
La revolució tecnològica a més de suposar grans canvis socials, sobretot en la nostra forma de comunicar-nos, proposa dos elements importants. Primer, com ho proposa Global Priorities Project, de les Universitats d'Oxford i Cambridge, en el seu text “Un present tecnològic risks”, existeixen en l'actualitat amenaces abans inexistents i summament perilloses que van néixer arran del desenvolupament tecnològic. Ells proposen quatre centrals: suplements biològics sintètics (entengui's armes biològiques, biowar); enginyeria geològica, és a dir la manipulació del clima; autoproducció, és a dir, creació de productes propis que no estan dins de la producció d'una empresa, exemple: impressores 3D; Intel·ligència Artificial. Un altre tema que deixen en dubte, però que és fonamental, és l'amenaça nuclear i de bombes d'hidrogen. Aquests temes centrals suposen per al Global Priorities Project, la cúspide màxima del risc per a la humanitat arrelat en el desenvolupament tecnològic.
Per a ells aquest fet porta una llista de marcades possibles conseqüències, dins de les quals es troben:
- Catàstrofes a nivell mundial.
- Morts massives.
- Geopolítiques febles i sobrexpuestas-
- El final de la humanitat.
- Desequilibri mediambiental.

Malgrat l'apocalíptic de les seves prediccions, no es pot perdre de vista que això que analitzen està posat en un ambient hiperbòlic on l'ús gairebé que distòpic dels avanços tecnològics estan orientats a destruir. No obstant això, és text és valuós per denotar el matís alarmista que aquest tema desperta.
El Global Priorities Project proposa una sèrie de possibles solucions per evitar que aquests escenaris catastròfics passin:
- Portar el tema a la discussió de polítiques públiques.
- Regular l'avanç tecnològic.
- Concientizar a la població de l'ús de les tecnologies.
- Crear plans nacionals i internacionals d'alertes.

En conclusió, el text proposa escenaris de destrucció possibles gràcies als desenvolupaments tecnològics, tot en un to futurològic i alarmista. Gràcies a això es permeten la possibilitat de proposar algunes solucions.
Segon, la transformació mateixa de la realitat: hem inclòs al nostre entorn físic una sèrie d'elements que amplien aquesta mateixa corporalitat: el món digital, els hologrames i els androides. Elements que en conjunt ens permeten evidenciar que el sentit de corporalidad i el paradigma empíric s'estan deslegitimant per adoptar una nova forma de comprendre les realitats fins i tot si aquestes no estan inserides directament al món.

## Potencial desenvolupament en el futur
En el futur no tan llunyà, el desenvolupament de la nova Revolució Tecnològica té relació directa amb l'ésser humà i la seva manera de vida. Les principals recerques que s'estan realitzant actualment busquen com a objectiu, aconseguir controlar les grans incerteses i limitacions de l'ésser humà (la mort, les malalties, les limitacions físiques, etc.) així com també aconseguir adequar un desenvolupament que sigui sostenible amb el medi ambient al llarg del temps i encaminar-se a una major optimització de les maneres de producció.
Una de les recerques que es realitza actualment i que acosta a passos engegantits la possibilitat d'una nova revolució, té relació amb la possibilitat d'emmagatzematge i transmissió de la informació del cervell a través d'un electroencefalograma (les sigles del qual són EEG) o mitjançant l'estimulació magnètica transcranial. Aquest estudi es va realitzar pel científic Rajesh Rao, al costat d'un grup d'investigadors de la Universitat de Washington, als Estats Units.
D'altra banda, s'ha definit com a quarta revolució a la indústria, la proposta de la qual és aconseguir crear fàbriques intel·ligents que el seu objectiu sigui aconseguir adaptar-se a les necessitats i als processos de producció, així com una assignació més eficaç dels recursos.
Existeixen una sèrie d'actors que han estat promovent i desenvolupant la Indústria 4.0, destacant el govern alemany, el projecte denominat "Smart Manufacturing Leadership Coalition (SMLC)" als Estats Units, entre d'altres.
Al costat d'aquests projectes, actualment existeixen diferents tipus d'estudis que intenten desenvolupar noves nanotecnologies, combustibles alternatius i sistemes d'energia, biotecnologia, enginyeria genètica, entre d'altres.